# Orreholmens kungsgård
Orreholmens kungsgård är en tidigare kungsgård i Skörstorps socken, Västergötland. Den kom att spela en stor roll under Nordiska sjuårskriget som uppehållsort åt kung Erik XIV som härifrån utfärdade flera brev, och samlingsplats av armén. Men drog även därför till sig fiendens eld.

## Historia

### Före 1560
Enligt sägnen ska gården ha uppförts på 1000-talet av - den historiskt omtvistade - drottningen Sigrid Storråda. 
Först vid medeltidens slut dyker gården upp i handlingarna. Den tillhörde då domkyrkan i Skara och innehades av fogden Jöran Nielsson. 
Gården indrogs före år 1540 av Gustav Vasa under arv och eget. År 1544 gav konungen fogden Nils Munk uppdrag att uppföra ett stenhus till kungens bekvämlighet vid resor inom orten. Följande år beordrades dagsverk av allmogen inom häradet för att bebygga gården. År 1547 blev det även tal om att här anlägga en avelsgård. Till ändamålet återkallades tre klosterhemman i Fågelås socken. Dessa hade dittills varit förlänta till Abraham Eriksson Leijonhufvud d.ä., men tidigare tillhörde de Alvastra och Varnhems kloster. Trots avståndet till Orreholmen skulle de ändå lyda under kungsgården. Själva husbyggandet var ännu ej fullbordat. Anläggningen krävde så mycket tillsyn att häradshövdingen Peder Kart undanbad sig att längre behöva ta befattning med detsamma. Den 8 september tillsattes också en särskild gårdsfogde, Arvid Jonsson, vars uppgift även var att redogöra för kyrkolandbönderna i hela Vartofta härad. Dock lydde dessa redan 1550 under häradsfogden och följande år var hela gårdslänet lagt under denne. Orreholmen var därefter fogdens säte, omväxlande med Ettak, fram till år 1566 .  

### Nordiska sjuårskriget
Under de första åren av Nordiska sjuårskriget fungerade Orreholmen som arméns samlingsplats och förråd. Erik XIV vistades ofta på gården när krigsoperationer fördes mot de danska ställningarna. Efter att upphävt belägringen av Halmstad i november 1563 tog sig kung Erik till Orreholmen och inväntade där arméns tillbakatåg efter slaget vid Mared. Under fredsförhandlingarna år 1565 överlämnades på Orreholmen de svenska fredsvillkoren till medlaren Charles Dançay den 22 juli. Kung Erik uppehöll sig även på gården under det svenska fälttåget i Halland på sensommaren 1565 . På sommaren år 1566 gjorde det danska krigsfolket under Daniel Rantzau ett fälttåg genom Västergötland. Efter att under uppmarschen avbränt Bogesund den 13 juli intog man Falköping. Här underrättades man av att det svenska belägringsartilleriet stod uppställt på Orreholmen och i Skara utan någon större bevakning. Den danska huvudhären fortsatte mot Skara, medan en mindre styrka till häst ledda av Frans Brockenhuus och Olof Mouridsen intog Orreholmen. Här fann man några kostbare metalkanoner som troligen förstördes. Gården plundrades och avbrändes .

### Efter år 1566
Efter att gården i grund förstörts vid danskarnas härjning år 1566 låg den sedan länge öde. Först år 1576 fick fogden Lars Hansson befallning att förse gården med brukare. En nybyggnad av det avbrända huset påbörjades 1585 men fullbordades först 1587. Under åren 1587–1590 omtalas gårdsfogden Arvid Persson (Guldsmed). Det tillhörde år 1596 Axel Stensson Lewenhaupts förläning. År 1611 bildades Orreholmens län av de fyra härader som ingick i hertig Johans förläning. När han dog 1618, upphörde "länet" och gården blev en del i hertig Vilhelm av Kurlands omfattande förläning. Vid år 1624 befanns gården förfallen. År 1628 fick James Spens Orreholmen som friherrskap i samband med att han upphöjdes till svensk friherre. Godset indrogs till kronan vid reduktionen 1681 och anslogs till översteboställe.            
Byggnaderna är sedan 1990-talet i privat ägo och drivs som konferensgård.